# Споменици жртвама и борцима током Српске револуције и ослобођења од Турака
Списак споменика, спомен-комплекса и места сећања на жртве и борце током Српске револуције и ослобођења од владавине Османског царствa.
Период и догађаји који су обухваћени чланком:
- Кочина крајина и хабзбуршки протекторат Србија (1788-1791. године) — ослобођени делови Београдског пашалука током аустријско-турског рата од стране српски фрајкора; након Свиштовског мира враћени Османском царсту уз очување српских органа власти
- Први српски устанак (1804-1813) — ослобађање Београдског пашалука и успостављање Устаничке Србије; угушен након Букурешког мира
- Хаџи Проданова буна (1814)
- Други српски устанак (1815) — ослобађање Београдсог пашалука и успостављање Кнежевине Србије
- период Кнежевине Србије (1815-1882)
  - Хатишериф из 1833. године — Србији прикључено шест натхија, укључујући Тимочку Крајину, Јадар, Параћин, Крушевац и Алексинац
  - Српско-турски ратови (1876-1878) — Ослобођење југоисточне Србије, укључујући Ниш, Пирот и Врање, након чега је призната независност Србије на Берлинском конгресу
- Босанско-херцеговачки устанак (1875-1877) — устанак српског становништва; након Берлинског конгреса почело аустроугарско освајање Босне и Херцеговине
- Српска акција у Македонији и Старој Србији (1878-1912)
- Први балкански рат (1912-1913. године) — ослобађање територије Старе Србије, укључујући Рашку, Косово, Метохију и Вардарску Македонију, што је делимично потврђено Лондонски споразум и затим исходом Другог балканског рата

## Кочина крајина
| Споменици посвећени Кочиној крајини и ослобођеним деловим током аустријско-турског рата |                                            |          |          |                             |          |
| Слика                                                                                   | споменик / меморијални комплекс            | локација | посвећен | аутор/и и година постављања | напомена |
|                                                                                         | Споменик Капетану Кочи и његовим друговима | Текија   |          | 1927.                       |          |

## Први српски устанак
| Споменици и меморијални комплекси посвећени Првом српском устанку | |            |                                                                             |                             |                                                |
| Слика                                                             | споменик / меморијални комплекс                                                                                 | локација   | посвећен                                                                    | аутор/и и година постављања | напомена                                       |
|                                                                   | Споменик на месту где се десила сеча кнезова                                                                    | Ваљево     | Сеча кнезова                                                                |                             |                                                |
|                                                                   | Хајдук Вељкова барутана                                                                                         | Неготин    |                                                                             | 1804-1813.                  | од 1979. споменик културе од изузетног значаја |
|                                                                   | Ћеле-кула | Ниш        | Битка на Чегру                                                              | 1809.                       | од 1979. споменик културе од изузетног значаја |
|                                                                   | Споменик ослободиоцима Београда 1806. године                                                                    | Београд    | Опсада Београда                                                             | 1848.                       | од 1979. знаменито место од великог значаја    |
|                                                                   | Знаменито место Орашац Спомен-школа Спомен-чесма Споменик Карађорђу Гробни белег Теодосија Марићевића           | Орашац     | Збор у Орашцу                                                               | 1868.                       | од 1979. знаменито место од изузетног значаја  |
|                                                                   | Карађорђев град Карађорђев конак Карађорђева црква Стара школа Споменик Карађорђу Библиотека „Радоје Домановић“ | Топола     | Први српски устанак                                                         |                             |                                                |
|                                                                   | Споменим српским устаницима                                                                                     | Чокешина   | Битка код Чокешине                                                          | 1890.                       |                                                |
|                                                                   | Спомен чесма Карађорђу и учесницима Првог српског устанка                                                       | Обреновац  | Први српски устанак                                                         | 1904.                       |                                                |
|                                                                   | Споменик на Мишару                                                                                              | Шабац      | Битка на Мишару                                                             | 1906.                       |                                                |
|                                                                   | Споменик на брду Чегар                                                                                          | Ниш        | Битка на Чегру                                                              | 1927.                       | од 1983. знаменито место од изузетног значаја  |
|                                                                   | Споменик погинулим устаницима                                                                                   | Иванковац  | Бој на Иванковцу                                                            | 1951.                       | од 1979. знаменито место од великог значаја    |
|                                                                   | Споменик на Бранковинском вису                                                                                  | Бранковина | Први српски устанак                                                         | 1954.                       |                                                |
|                                                                   | Спомен табла | Страгари   | Месту на којем се налазило прво седиште Правитељствујушћег совјета сербског | 1995.                       |                                                |
|                                                                   | Спомен табла | Београд    | Месту на којем се налазило седиште Правитељствујушћег совјета сербског      | 2004.                       |                                                |
|                                                                   | Спомен плоча и приказ шанца                                                                                     | Равње      | Бој на Равњу                                                                | 2013.                       |                                                |

### Истакнути појединци
| Спoменици истакнутим појединцима Првог српског устанка |                           |                 |                             |                                              |
| Слика                                                  | личност                   | локација        | аутор/и и година постављања | напомена                                     |
|                                                        | Станоје Михаиловић детаљи | Зеоке           | 1804.                       | од 1983. споменик културе од великог значаја |
|                                                        | Вељко Петровић детаљи     | Неготин         | Јован Илкић 1892.           |                                              |
|                                                        | Карађорђе Петровић детаљи | Београд         | Пашко Вучетић 1913.         | Срушен 1916.                                 |
|                                                        | Миленко Стојковић         | Кличевац        | 1924.                       |                                              |
|                                                        | Васа Чарапић детаљи       | Београд         | Радета Станковић 1950.      |                                              |
|                                                        | Карађорђе Петровић детаљи | Београд         | Пашко Вучетић 1979.         |                                              |
|                                                        | Милан Обреновић           | Горњи Милановац | Небојша Савовић Нес         |                                              |
|                                                        | Павле Поповић             | Вранић          |                             |                                              |
|                                                        | Матија Ненадовић          | Ваљево          |                             |                                              |
|                                                        | Миленко Стојковић         | Пожаревац       |                             |                                              |
|                                                        | Петар Добрњац             | Пожаревац       |                             |                                              |
|                                                        | Вељко Петровић            | Неготин         |                             |                                              |
|                                                        | Сима Марковић             | Велики Борак    |                             |                                              |
|                                                        | Стеван Синђелић           | Свилајнац       |                             |                                              |
|                                                        | Зека Буљубаша             | Равње           |                             |                                              |
|                                                        | Карађорђе Петровић детаљи | Вишевац         | Станимир Павловић 2004.     |                                              |
|                                                        | Браћа Недић детаљи        | Осечина         | Миодраг Живковић 2007.      |                                              |

## Хаџи Проданова буна
| Споменици посвећени Хаџи Продановој буни |                                 |          |                     |                             |          |
| Слика                                    | споменик / меморијални комплекс | локација | посвећен            | аутор/и и година постављања | напомена |
|                                          | Споменик Хаџи Продановој буни   | Трнава   | Хаџи Проданова буна | 1867.                       |          |

## Други српски устанак
| Споменици и меморијални комплекси посвећени Другом српском устанку | |          |                      |                             |                                               |
| Слика                                                              | споменик / меморијални комплекс | локација | посвећен             | аутор/и и година постављања | напомена                                      |
|                                                                    | Спомен-комплекс Други српски устанак Музеј Другог српског устанка Црква брвнара Таковски грмови Споменик под таковским грмом Споменик „Таковски устанак” | Таково   | Други српски устанак | 1887.                       | од 1990. знаменито место од изузетног значаја |
|                                                                    | Таковски устанак | Београд  | Други српски устанак | Петар Убавкић 1900.         |                                               |
|                                                                    | Црква - спомен костурница Вазнесења Христовог | Дубље    | Битка на Дубљу       | 1936.                       |                                               |
|                                                                    | Меморијални комплекс и споменик на Љубићу | Љубић    | Битка на Љубићу      | 1938.                       |                                               |

### Истакнути појединци
| Спoменици истакнутим појединцима Другог српског устанка |                        |                 |                             |              |
| Слика                                                   | личност                | локација        | аутор/и и година постављања | напомена     |
|                                                         | Милош Обреновић детаљи | Пожаревац       | Ђорђе Јовановић 1898.       |              |
|                                                         | Милош Обреновић детаљи | Неготин         | Ђорђе Јовановић 1901.       | Срушен 1916. |
|                                                         | Танаско Рајић детаљи   | Страгари        | 1983.                       |              |
|                                                         | Милош Обреновић детаљи | Аранђеловац     | Сван Вујачић 1989.          |              |
|                                                         | Милић Дринчић          | Дубље           | 1995.                       |              |
|                                                         | Лазар Мутап            | Прислоница      |                             |              |
|                                                         | Арсеније Лома          | Горњи Милановац |                             |              |
|                                                         | Милош Обреновић детаљи | Аранђеловац     | Дринка Радовановић 2009.    |              |
|                                                         | Сима Ненадовић         | Дубље           | 2015.                       |              |
|                                                         | Танаско Рајић          | Чачак           | 2015.                       |              |
|                                                         | Милош Обреновић        | Крагујевац      | 2018.                       |              |
|                                                         | Јеврем Обреновић       | Шабац           | Владимир Товић 2020.        |              |

## Кнежевина Србија
| Споменици и меморијални комплекси посвећени борби за ослобађање од Турака у периоду Кнежевине Србије |                                                       |            |                                                                             |                             |          |
| Слика                                                                                                | споменик / меморијални комплекс                       | локација   | посвећен                                                                    | аутор/и и година постављања | напомена |
| | Чукур чесма                                           | Београд    | Инцидент на Чукур чесми                                                     | 1867.                       |          |
| | Споменик Тимочанима и Крајинцима                      | Зајечар    | Ослобођење Зајечара                                                         |                             |          |
| | Спомен-гробље на Јавору                               | Јавор      | Први српско-турски рат                                                      | 1876.                       |          |
| | Влајков споменик                                      | Лесковац   | Ослобођење Лесковца                                                         | 1877.                       |          |
| | Споменик ослободиоцима Куршумлије од Турака           | Куршумлија | Други српско-турски рат                                                     | 1896.                       |          |
| | Споменик помрлим рањеницима                           | Београд    | Преминулим рањеницима из српско-турских (1876-1878) и српско-бугарског рата | 1901.                       |          |
| | Споменик кнезу Милану Обреновићу и ослободиоцима Ниша | Ниш        | Ослобођењу Ниша                                                             | 1902.                       |          |
| | Споменик ослободиоцима Врања                          | Врање      | Ослобођење Врања                                                            | Симеон Роксандић 1903.      |          |
| | Споменик ослободиоцима Пирота                         | Пирот      | Други српско-турски рат                                                     | 1924.                       |          |
| | Споменик ослободиоцима Ниша                           | Ниш        | Ослобођењу Ниша од Турака и родољубима из Првог светског рата               | Антун Аугустинчић 1937.     |          |
| | Место предаје кључева 1867. године на Калемегдану     | Београд    | Повлачење турског гарнизона из Београда                                     | Михаило Паоновић 1967.      |          |

## Босанско-херцеговачки устанак
| Спoменици посвећени босанско-херцеговачком устанку |                      |                                      |                             |          |
| Слика                                              | личност              | локација                             | аутор/и и година постављања | напомена |
|                                                    | Петар Поповић Пеција | Козарска Дубица, Босна и Херцеговина | 1933.                       |          |

## Више ослободилачких ратова
| Спомен-костурнице и војничка гробља посвећени више ослободилачких ратова |                                                            |            |                                                              |                             |                                             |
| Слика                                                                    | споменик / меморијални комплекс                            | локација   | посвећен                                                     | аутор/и и година постављања | напомена                                    |
|                                                                          | Знаменито место Бранковина                                 | Бранковина | Ненадовићима; Погинулим ратницима 1812—1918. године          |                             | од 1979. знаменито место од великог значаја |
|                                                                          | Старо војничко гробље у Шумарицама                         | Крагујевац | Погинулим у српско-турским, балканским и првом светском рату |                             |                                             |
|                                                                          | Палибрчки крајпуташи                                       | Ивањица    | Погинулим у српско-турским, балканским и првом светском рату |                             |                                             |
|                                                                          | Споменик палим Шумадинцима                                 | Крагујевац | Погинулим у ратовима за ослобођење 1804—1918. године         | Антун Аугустинчић 1932.     |                                             |
|                                                                          | Споменик палим родољубима у ослободилачким ратовима Србије | Власотинце | Погинулим ратницима 1809—1918. године                        | Николај Краснов 1932.       |                                             |
|                                                                          | Спомен-црква Светог Јована Главосека у Крупцу              | Пирот      | Погинулим ратницима 1876—1877. и 1912—1918. године           |                             |                                             |

## Први балкански рат
| Споменици и маузолеји посвећени Првом балканском рату |                                   |                                      |                                                                   |                             |          |
| Слика | споменик / меморијални комплекс   | локација                             | посвећен                                                          | аутор/и и година постављања | напомена |
| | Српско војно гробље у Битољу      | Битољ, Северна Македонија            | Погинулим у балканским и првом светском рату (Битољска битка)     |                             |          |
| | Српско војно гробље код Једрена   | Једрене, Турска                      | Опсада Једрена                                                    |                             |          |
| | Спомен-костурница на брду Зебрњак | Младо Нагоричане, Северна Македонија | Кумановска битка                                                  | Момир Коруновић 1937.       |          |
| | Споменик Таковцима                | Тирана, Албанија                     | Изгинулим борцима пешадијског пука моравске бригаде               | 1939.                       |          |
| | Спомен-плоча у Рибарској Бањи     | Рибарска Бања                        | Прокламација о присаједињењу ослобођених области Краљевини Србији | 2006.                       |          |
| Бројни заједнички споменици борцима и жртвама балканских ратова са споменицима и спомен-костурницама посвећеним борцима и жртвама из Првог светског рата |                                   |                                      |                                                                   |                             |          |

### Истакнути појединци
| Спoменици истакнутим појединцима у борби током Првог балканског рата |                                                |                                |                             |                                    |
| Слика                                                                | личност                                        | локација                       | аутор/и и година постављања | напомена                           |
|                                                                      | Петар I Карађорђевић                           | Сјеверско, Босна и Херцеговина | 1925.                       |                                    |
|                                                                      | Јован Бабунски                                 | Велес, Северна Македонија      |                             |                                    |
|                                                                      | Петар I Карађорђевић Александар I Карађорђевић | Скопље, Северна Македонија     | Антун Аугустинчић ~1930.    | Срушени                            |
|                                                                      | Вукоман Арачић                                 | Јанчићи                        | 1937.                       |                                    |
|                                                                      | Александар I Карађорђевић детаљи               | Сомбор                         | Антун Аугустинчић 1940.     | Срушен                             |
|                                                                      | Димитрије Туцовић детаљи                       | Београд                        | Стеван Боднаров 1949.       |                                    |
|                                                                      | Милутин Бојић детаљи                           | Београд                        | 1977.                       |                                    |
|                                                                      | Живојин Мишић детаљи                           | Мионица                        | Дринка Радовановић 1988.    |                                    |
|                                                                      | Живојин Мишић                                  | Ваљево                         |                             |                                    |
|                                                                      | Степа Степановић детаљи                        | Београд                        | Дринка Радовановић          |                                    |
|                                                                      | Степа Степановић детаљи                        | Чачак                          |                             |                                    |
|                                                                      | Степа Степановић                               | Лозница                        |                             |                                    |
|                                                                      | Павле Јуришић Штурм                            | Лозница                        |                             |                                    |
|                                                                      | Драгомир Дражевић                              | Горњи Милановац                |                             |                                    |
|                                                                      | Радомир Путник детаљи                          | Београд                        | Дринка Радовановић 1990.    |                                    |
|                                                                      | Радомир Путник детаљи                          | Крагујевац                     | Дринка Радовановић 1992.    |                                    |
|                                                                      | Петар Бојовић детаљи                           | Београд                        | Дринка Радовановић 1993.    |                                    |
|                                                                      | Петар Бојовић                                  | Ниш                            | Дринка Радовановић          |                                    |
|                                                                      | Радоје Љутовац                                 | Трстеник                       |                             |                                    |
|                                                                      | Петар I Карађорђевић детаљи                    | Бијељина, Босна и Херцеговина  | Зоран Јездимировић 1993.    | Обнова споменика из 1927.          |
|                                                                      | Милунка Савић                                  | Јошаничка Бања                 | 1995.                       |                                    |
|                                                                      | Живко Павловић                                 | Београд                        | 2002.                       |                                    |
|                                                                      | Александар I Карађорђевић детаљи               | Ниш                            | Зоран Ивановић 2004.        |                                    |
|                                                                      | Петар I Карађорђевић                           | Зрењанин                       | Зоран Јездимировић 2005.    | Обнова споменика из 1924-1928.     |
|                                                                      | Крста Смиљанић                                 | Златибор                       | 2008.                       |                                    |
|                                                                      | Драгутин Матић                                 | Београд                        | 2014.                       | Комеморативна плоча на Дому војске |
|                                                                      | Петар I Карађорђевић детаљи                    | Нови Сад                       | 2018.                       |                                    |
|                                                                      | Милунка Савић                                  | Инђија                         | 2018.                       |                                    |
|                                                                      | Миљко Танасијевић                              | Заблаће                        | 2018.                       |                                    |
|                                                                      | Петар I Карађорђевић                           | Требиње, Босна и Херцеговина   |                             |                                    |
|                                                                      | Петар I Карађорђевић                           | Кикинда                        | Дринка Радовановић 2021.    |                                    |